# Vyacheslav Lykho
Vyacheslav Nikolayevitch Lykho (en russe: Вячеслав Николаевич Лыхо, né le 16 janvier 1967 à Mikhnevo) est un athlète russe spécialiste du lancer du poids. Il a été contrôlé positif en 1990 ce qui a entrainé le retrait de sa médaille de bronze obtenue aux championnats d'Europe de Split et sa suspension 2 ans.

## Carrière

### Palmarès
| Date | Compétition                    | Lieu      | Résultat | Performance |
| ---- | ------------------------------ | --------- | -------- | ----------- |
| 1986 | Championnats du monde junior   | Athènes   | 2e       | 18,71 m     |
| 1987 | Championnats du monde          | Rome      | 9e       | 19,98 m     |
| 1989 | Championnats d'Europe en salle | La Haye   | 4e       | 20,16 m     |
| 1990 | Goodwill Games                 | Seattle   | 3e       | 20,70 m     |
| 1990 | Championnats d'Europe          | Split     | —        | DSQ         |
| 1992 | Jeux olympiques d'été          | Barcelone | 3e       | 20,94 m     |
| 1997 | Championnats du monde          | Athènes   | 27e      | 18,04 m     |

### Records
| Épreuve         | Performance | Lieu   | Date            |
| --------------- | ----------- | ------ | --------------- |
| Lancer du poids | 21,20 m     | Moscou | 19 juillet 1984 |